# Leucania lineatissima
Leucania lineatissima là một loài bướm đêm trong họ Noctuidae.